# Oliver Quilling

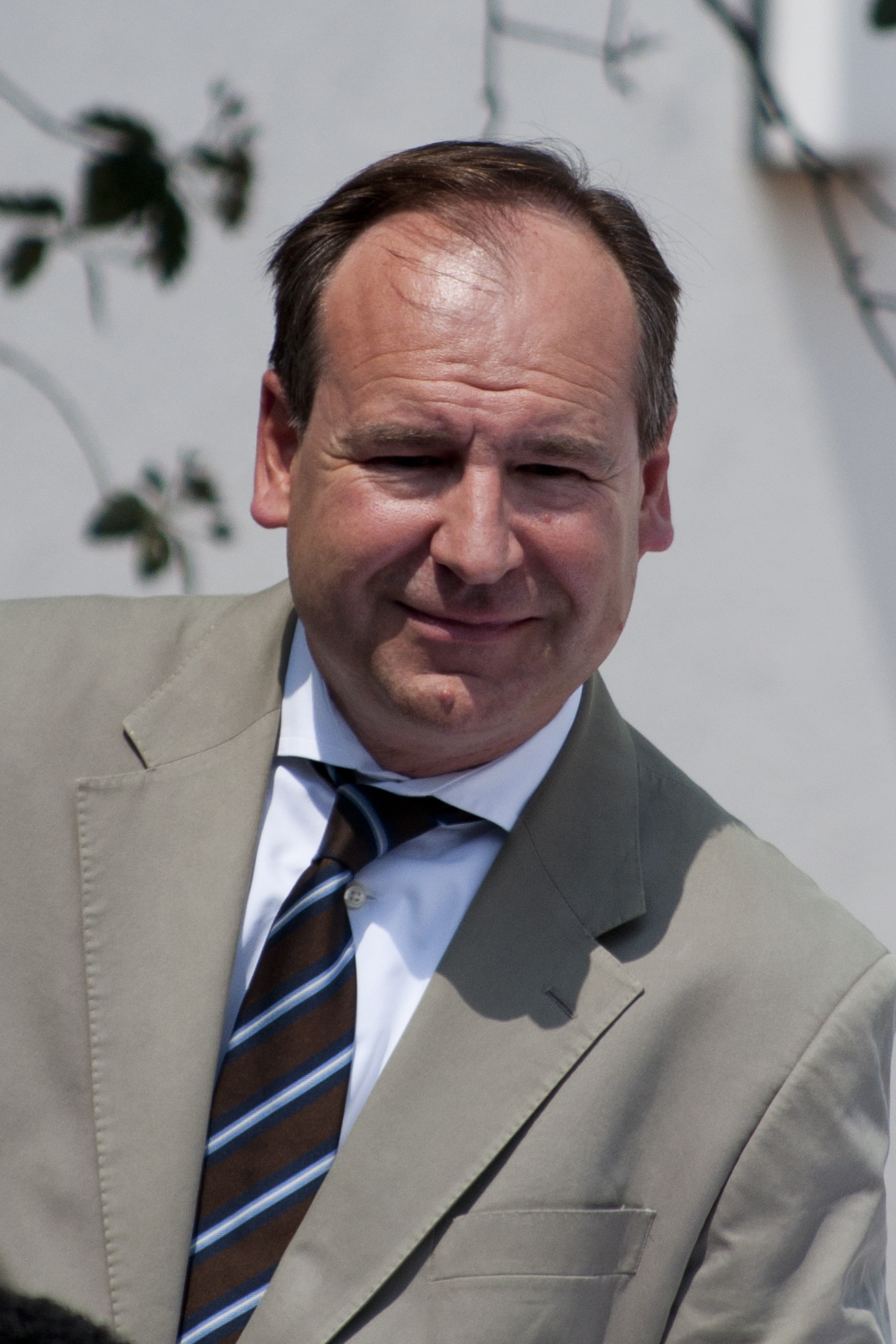
Oliver Quilling (2011)

Dirk-Oliver Quilling (* 26. Februar 1965 in Offenbach) ist ein deutscher Politiker (CDU) und seit dem 1. März 2010 Landrat des Landkreises Offenbach.

## Leben
Nach dem Abitur an der Goetheschule in Neu-Isenburg studierte Oliver Quilling Rechtswissenschaft an der Goethe-Universität in Frankfurt bis zum Ersten Staatsexamen im Februar 1990. Das ab Mai 1990 anschließende Referendariat am Landgericht Darmstadt beendete er mit dem Zweiten Staatsexamen im März 1993. Seit April 1993 ist er als Rechtsanwalt in Frankfurt zugelassen.
Oliver Quilling ist seit Februar 2005 mit Andrea Quilling verheiratet.

## Politik
In die CDU trat Quilling 1983 ein. Zwei Jahre später wurde er in den Vorstand, 1991 zum Parteivorsitzenden der CDU Neu-Isenburg gewählt. 1989 erfolgte die Wahl in die Stadtverordnetenversammlung von Neu-Isenburg. Zwei Jahre später wurde er Fraktionsvorsitzender der CDU.
Nachdem der vorherige Amtsinhaber Robert Maier nicht erneut angetreten war, wurde Oliver Quilling 1995 als damals jüngster Bürgermeister in Hessen im Alter von 30 Jahren zum Bürgermeister von Neu-Isenburg gewählt. In diesem Amt wurde er im Oktober 2001 mit 78,5 % zum ersten Mal und im Oktober 2006 mit 83,3 % ein zweites Mal bestätigt.
Neben der Wahl in die Stadtverordnetenversammlung erfolgte 1989 die Wahl in den Kreistag des Kreises Offenbach, dem Quilling seitdem ununterbrochen angehört. Seit 2000 führt er die CDU-Fraktion im Kreistag. Der CDU-Kreisverband Offenbach-Land hat Quilling am 21. März 2009 mit 99 % zum Kandidaten für Wahl zum Landrat des Kreises Offenbach am 27. September 2009 nominiert. Bei der Landratswahl verfehlte Quilling mit 49,7 % die absolute Mehrheit nur knapp. Bei der darauffolgenden Stichwahl am 11. Oktober 2009 erhielt er 63,3 % der abgegebenen Stimmen und wurde damit zum Landrat gewählt. Das Amt trat er am 1. März 2010 an. Bei der Landratswahl am 27. September 2015 erhielt Quilling mit 59,3 % gleich im ersten Wahlgang die absolute Mehrheit und wurde damit für weitere sechs Jahre (bis zum 28. Februar 2022) im Amt bestätigt.
Im ersten Wahlgang der Landratswahl 2021, die gleichzeitig mit der Bundestagswahl 2021 am 26. September 2021 stattfand, erreichte Quilling mit 49,6 % der Stimmen keine absolute Mehrheit. In der Stichwahl am 10. Oktober 2021 erhielt er 55,8 % und konnte sich damit gegen den Herausforderer von der SPD durchsetzen.